# Sobreviviré (película)
Sobreviviré es una película española romántica de 1999 en la que se trata la bisexualidad. Dirigida por Alfonso Albacete y por David Menkes, está protagonizada por Emma Suárez y Juan Diego Botto. Consiguió un gran éxito de taquilla, ayudada por la gran acogida de la canción principal de su BSO de Paco Ortega e interpretada por Manzanita.

## Argumento
Marga se encuentra a sus 32 años en el peor momento de su vida, ha perdido a su novio en un accidente, ha perdido su trabajo y está embarazada. Entonces conoce a Iñaki, un chico 10 años menor que ella, que hasta entonces se había considerado exclusivamente gay, y se enamoran. Empiezan una historia de amor que la saca del pozo en el que se encontraba, a pesar de que todos les dicen que esa relación no puede funcionar. Y aunque terminan rompiendo, ambos quedan como amigos y recordando su relación con dulzura.

## Reparto
| Intérprete                  | Personaje               |
| --------------------------- | ----------------------- |
| Emma Suárez                 | Marga                   |
| Juan Diego Botto            | Iñaqui                  |
| Mirta Ibarra                | Rosa                    |
| Rosana Pastor               | Trini                   |
| Manuel Manquiña             | Rolando                 |
| Maite Blasco                | Carmen                  |
| Alex Brendemühl             | José                    |
| Javier Martín               | Carlos                  |
| Adrià Collado               | Roberto                 |
| Elena Irureta               | Mariví                  |
| Alberto San Juan            | Óscar                   |
| José Manuel Cervino         | Fernando                |
| Marta Suárez                | Rocío                   |
| Carmen Arbex                | Elena                   |
| Carlos Lucas                | Abuelo                  |
| Duna Jové                   | Marga joven             |
| Laia Costajussà             | Tini joven              |
| Montse Alcoverro            | Teresa                  |
| Juan Prado                  | Camarero                |
| Paula Soldevila             | Empleada INEM           |
| Manel Castillejos           | Hombre INEM             |
| Iván Nieto-Balboa           | Joven Grandes Almacenes |
| Patricia Mendi              | Vecina                  |
| Fausto Talón                | Portero                 |
| Esperanza de la Encarnación | Portera                 |
| Daniel Sánchez              | Tito 3 años             |
| Iñaqui Menchen              | Tito 1 año              |
| Rocío Bernal                | Mercedes                |
| Pedro Aunión                | Estudiante              |
| Pilar Ordóñez               | Empleada Temporal       |
| Francesc Pagès              | Médico Accidente        |
| Valentín Hidalgo            | Ginecólogo              |
| Montse García Romeu         | Comadrona               |
| Inma Isla                   | ATS                     |
| Ramon Enrich                | Ginecólogo Parto        |
| Fernando Tejero             | Joven 4                 |
| Gustavo Pastor              | Alberto                 |
| Kike Guaza                  | José joven              |
| Carlos Valverde             | Niño Video Club         |
| Dani Martín                 | Joven 1                 |
| David Laborda               | Joven 2                 |
| David Pomares               | Joven 3                 |
| Cristina Rosco              | Niña Accidente          |
| Maite Merino                | Madre Accidente         |
| José Antonio Menchen        | Padre Accidente         |
| Angelita Heredia            | Cantante Boda           |
| José Losada                 | Guitarra Flamenca       |
| Rafa Ortega                 | Teclado                 |
| Paco Yebra                  | Cajón Flamenco          |
| Alicia Fernández            | Cantante Coro 1         |
| Ana Delgado Bermúdez        | Cantante Coro 2         |
| Alfredo Villa               | Novio de Teresa         |
| Núria Prims                 | Esther                  |
| Paz Vega                    | Azafata                 |
| Ana Rayo                    | Peluquera               |
| Irene Fernández             | Locutora TV             |
| Libby Brien                 | Additional Voices       |
| Fernando Colomo             | Juez de paz             |
| María Esteve                | Monitora                |
| Lucía Etxebarría            |                         |
| Fernando Guillén            | Tomás                   |
| Philip Hersh                | Carlos                  |
| Raúl Sánchez                | Chico cafetería         |
| Ruth Sánchez                | Chica cafetería         |